# Murias de Ponjos
Murias de Ponjos es una localidad del municipio de Valdesamario, en la provincia de León.
Se encuentra en el límite sudoccidental de la comarca de Omaña. Las poblaciones más cercanas son: Ponjos, a 4 km, también perteneciente al municipio de Valdesamario; Espina de Tremor, a 7 km, en la comarca del Bierzo; y Barrios de Nistoso, a unos 8 km, en la comarca de La Cepeda. Desde León se llega al pueblo tomando la carretera de Santa María a Valdesamario desde la CL-623 y continuando por la LE-460.

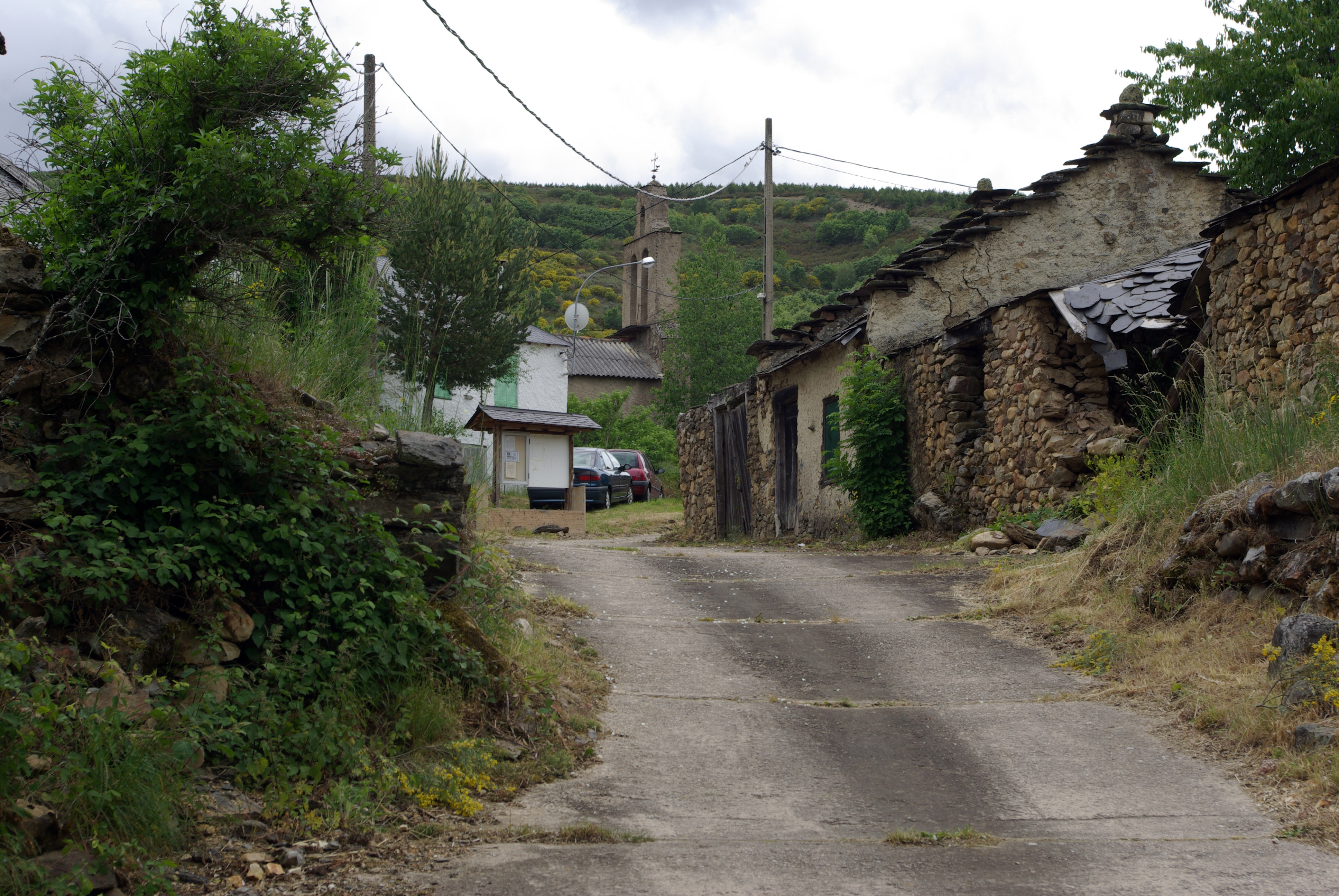
Murias de Ponjos

La población está situada en un valle montañoso, a orillas de río Valdesamario; este está embalsado a 1 km por encima del pueblo, con el objeto de alimentar el pantano de Villameca. El término se encuentra en el límite geográfico entre las cuencas de los ríos Omaña y  Sil; el valle muerto al oeste de la población se ha formado por la gradual captura de la primera por los afluentes del Sil, que tienen mayor capacidad erosiva.